# Vesuvio (vino)
Il Vesuvio è una DOC riservata ad alcuni vini la cui produzione è consentita nella città metropolitana di Napoli.

## Zona di produzione
Tutto il territorio amministrativo dei comuni di: Boscotrecase, Trecase, San Sebastiano al Vesuvio.
Parte del territorio amministrativo dei comuni di: Ottaviano San Giuseppe Vesuviano Terzigno, Boscoreale Torre Annunziata Torre del Greco Ercolano, Portici Cercola Pollena – Trocchia Sant’Anastasia, Somma Vesuviana tutti in provincia di Napoli.

## Storia
La viticoltura vesuviana vanta origini antichissime, testimoniate dalle citazioni dei vini del Vesuvio da parte di poeti latini come Plinio il Vecchio, che ne lodavano le qualità già prima della nascita di Cristo. Le prime viti furono introdotte dai Tessali, un popolo greco, nel V secolo a.C., quando si insediarono in Campania.
I vitigni autoctoni, come la Coda di Volpe, descritta per la prima volta nel XIX secolo, e il Piedirosso, noto anche come "Palombina", menzionato da Plinio nella sua "Naturalis Historia", sono il frutto di una lunga tradizione agricola. Le loro radici affondano in un terreno vulcanico unico, ricco di minerali, che conferisce ai vini vesuviani un sapore distintivo.
Il Lacrima Christi del Vesuvio, il vino più celebre della regione, è avvolto da un alone di leggenda. Si narra che le lacrime versate da Cristo sul Golfo di Napoli, alla vista della cacciata di Lucifero dal Paradiso, diedero origine alle viti che producono questo vino pregiato.
La viticoltura vesuviana è un patrimonio storico e culturale che continua a produrre vini di eccellenza, apprezzati in tutto il mondo per la loro unicità e il loro legame con il territorio vulcanico.

## Tecniche di produzione
È vietata ogni pratica di forzature. E' consentita l'irrigazione di soccorso.
Sulle bottiglie o altri recipienti contenenti i vini "Vesuvio DOC" deve figurare l'indicazione dell'annata di produzione delle uve ad eccezione della tipologia spumante e liquoroso.

## Disciplinare
La denominazione "Vesuvio DOC" è stata istituita con DPR 13 gennaio 1983 pubblicato sulla Gazzetta Ufficiale n. 167 del 20 giugno 1983.
Successivamente è stato modificato con:
- DM 30 novembre 1991 GU 292 del 13 dicembre 1991
- DM 30 novembre 2011 GU 295 del 20 dicembre 2011 Pubblicato sul sito ufficiale del Mipaaf Sezione Qualità e Sicurezza Vini DOP e IGP
- La versione in vigore è stata approvata con DM 7 marzo 2014 Pubblicato sul sito ufficiale del Mipaaf Sezione Qualità e Sicurezza Vini DOP e IGP

## Tipologie

### Vesuvio bianco
| uvaggio                        | Coda di Volpe (localmente detto Caprettone o Crapettone) min 35%; Verdeca max 45%; Possono concorrere alla produzione di detto vino le uve dei vitigni Falanghina e Greco presenti nel vigneto max 20%. |
| titolo alcolometrico minimo    | 11,00 % vol. |
| acidità totale minima          | 4,5 g/l. |
| estratto secco minimo          | 15,00 g/l |
| resa massima di uva per ettaro | 100 q. |
| resa massima di uva in vino    | 70 % |

#### Caratteri organolettici
- Aspetto: giallo paglierino tenue;
- Olfatto: vinoso, gradevole;
- Gusto: secco, leggermente acidulo;

#### Abbinamenti consigliati
Pesce al forno o alla griglia, pasta con salse diverse.

### Vesuvio rosso

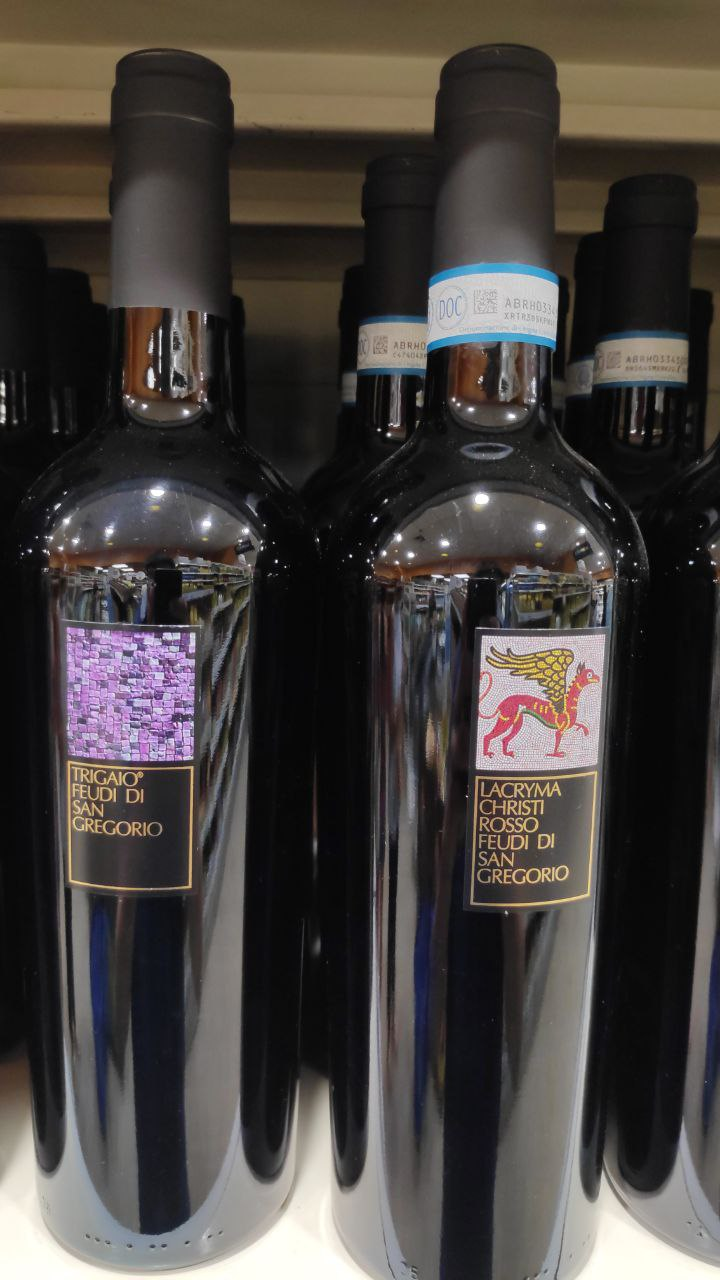
Vino Lacrima Christi Rosso

| uvaggio                        | Piedirosso (localmente detto Palombina) min 50%; Sciascinoso (localmente detto Olivella) max 30%; Possono concorrere alla produzione di detto vino le uve del vitigno Aglianico max 20%. |
| titolo alcolometrico minimo    | 10,50 % vol. |
| acidità totale minima          | 5,0g/l. |
| estratto secco minimo          | 18,00 g/l |
| resa massima di uva per ettaro | 100 q. |
| resa massima di uva in vino    | 70 % |

#### Caratteri organolettici
- Aspetto: dal rosso rubino al rosato più o meno intenso.
- Olfatto: gradevolmente vinoso.
- Gusto: secco, armonico.

#### Abbinamenti consigliati
Primi piatti a base di carne, portate di carne arrosto o alla griglia, formaggi di media stagionatura.

### Vesuvio rosato
| uvaggio                        | Piedirosso (localmente detto Palombina) min 50%; Sciascinoso (localmente detto Olivella) max 30%; Possono concorrere alla produzione di detto vino le uve del vitigno Aglianico max 20%. |
| titolo alcolometrico minimo    | 10,50 % vol. |
| acidità totale minima          | 5,0 g/l. |
| estratto secco minimo          | 18,00 g/l |
| resa massima di uva per ettaro | 100 q. |
| resa massima di uva in vino    | 70 % |

#### Caratteri organolettici
- Aspetto: dal rosso rubino al rosato più o meno intenso.
- Olfatto: gradevolmente vinoso.
- Gusto: secco, armonico.

#### Abbinamenti consigliati
Pesce al forno o alla griglia, pasta con salse diverse.

### Lacryma Christi bianco
| uvaggio                        | Coda di Volpe (localmente detto Caprettone o Crapettone) min 35%; Verdeca max 45%; Possono concorrere alla produzione di detto vino le uve dei vitigni Falanghina e Greco presenti nel vigneto max 20%. |
| titolo alcolometrico minimo    | 12,00 % vol. |
| acidità totale minima          | 4,5 g/l. |
| estratto secco minimo          | 15,00 g/l |
| resa massima di uva per ettaro | 100 q. |
| resa massima di uva in vino    | 65 % |

#### Caratteri organolettici
- Aspetto: giallo paglierino tenue;
- Olfatto: vinoso, gradevole;
- Gusto: secco, leggermente acidulo;

#### Abbinamenti consigliati
Pesce al forno o alla griglia, pasta con salse diverse.

### Lacryma Christi bianco spumante
| uvaggio                        | Coda di Volpe (localmente detto Caprettone o Crapettone) min 35%; Verdeca max 45%; Possono concorrere alla produzione di detto vino le uve dei vitigni Falanghina e Greco presenti nel vigneto max 20%. |
| titolo alcolometrico minimo    | 12,00 % vol. |
| acidità totale minima          | 4,5 g/l. |
| estratto secco minimo          | 15,00 g/l |
| resa massima di uva per ettaro | 100 q. |
| resa massima di uva in vino    | 65 % |

#### Caratteri organolettici
- Aspetto: giallo paglierino tenue; bollicine fini, bollicine persistenti;
- Olfatto: vinoso, gradevole;
- Gusto: secco, leggermente acidulo;

#### Abbinamenti consigliati
Aperitivi, insalate di pesce, a tutto pasto.

### Lacryma Christi liquoroso
| uvaggio                        | Coda di Volpe (localmente detto Caprettone o Crapettone) min 35%; Verdeca max 45%; Possono concorrere alla produzione di detto vino le uve dei vitigni Falanghina e Greco presenti nel vigneto max 20%. |
| titolo alcolometrico minimo    | 12,00 % vol. |
| acidità totale minima          | 4,5 g/l. |
| estratto secco minimo          | 15,00 g/l |
| resa massima di uva per ettaro | 100 q. |
| resa massima di uva in vino    | 65 % |

#### Caratteri organolettici
- Aspetto: giallo paglierino;
- Olfatto: vinoso, gradevole, delicato;
- Gusto: secco, leggermente acidulo, dolce;

#### Abbinamenti consigliati
Biscotti e pasticcini, formaggi erborinati.

### Lacryma Christi rosso
| uvaggio                        | Piedirosso (localmente detto Palombina) min 50%; Sciascinoso (localmente detto Olivella) max 30%; Possono concorrere alla produzione di detto vino le uve del vitigno Aglianico max 20%. |
| titolo alcolometrico minimo    | 12,00 % vol. |
| acidità totale minima          | 5,0 g/l. |
| estratto secco minimo          | 18,00 g/l |
| resa massima di uva per ettaro | 100 q. |
| resa massima di uva in vino    | 65 % |

#### Caratteri organolettici
- Aspetto: rosso rubino;
- Olfatto: piacevole, vinoso;
- Gusto: secco, armonico.

#### Abbinamenti consigliati
Primi piatti a base di carne, portate di carne arrosto o alla griglia, formaggi di media stagionatura.

### Lacryma Christi rosato
| uvaggio                        | Piedirosso (localmente detto Palombina) min 50%; Sciascinoso (localmente detto Olivella) max 30%; Possono concorrere alla produzione di detto vino le uve del vitigno Aglianico max 20%. |
| titolo alcolometrico minimo    | 12,00 % vol. |
| acidità totale minima          | 5,0 g/l. |
| estratto secco minimo          | 18,00 g/l |
| resa massima di uva per ettaro | 100 q. |
| resa massima di uva in vino    | 65 % |

#### Caratteri organolettici
- Aspetto: rosato più o meno intenso;
- Olfatto: gradevolmente fruttato;
- Gusto: asciutto, armonico;

#### Abbinamenti consigliati
Pesce al forno o alla griglia, pasta con salse diverse.